# Rhizocylindre
 (septembre 2018).
Le rhizocylindre est la zone de biodisponibilité d'une plante. Elle délimite la partie du sol dans laquelle la plante peut extraire facilement les éléments nutritifs dont elle a besoin.